# Romsdalshornet
Romsdalshornet és una muntanya situada al municipi de Rauma, al comtat de Møre og Romsdal, Noruega. La muntanya es troba a 10 quilòmetres al sud-est d'Åndalsnes, al llarg del riu Rauma i la carretera E136. La muntanya d'Store Venjetinden es troba a 3 quilòmetres a l'est de la muntanya i 3 quilòmetres a l'oest es troben la muntanya d'Store Trolltind i de Trollryggen.
Romsdalshornet és una muntanya popular per l'escalada, que es realitza millor a finals d'estiu. Es recomana el descens per ràpel.

## Història
El primer ascens "oficial" va ser l'1 de setembre de 1881 per l'escalador danès Carl Hall, juntament amb els noruecs Erik Norahagen i Mathias Soggemoen. Van arribar només per descobrir una fita establerta per Christen Smed i Hans Bjermeland al voltant del 1828. Anteriorment ningú creia que algú hagués arribat realment al cim de la muntanya fins que van veure la fita.